# Arthur William Baden Powell
Arthur William Baden Powell (Wellington, 4 de abril de 1901-Auckland, 1 de julio de 1987) fue un malacólogo, naturalista y paleontólogo neozelandés, que tuvo una importante influencia en el estudio y clasificación de los moluscos de Nueva Zelanda durante gran parte del siglo XX. Fue conocido por sus amigos y familiares por su tercer nombre, "Baden".

## Biografía
El nombre Baden era nombre de pila en la familia Powell desde 1731, cuando Susannah Powell, nacida Thistlethwayte (1696–1762), le dio a su hijo (1731–1792) el apellido de soltera de su madre, Susannah Baden (1663–1692). El nombre de Baden, particularmente cuando se asoció con el apellido Powell, se hizo famoso en 1900–1901, cuando nació Arthur William Baden Powell, debido al asedio de Mafeking, la acción británica más famosa en la Segunda Guerra de los Bóeres, que convirtió al comandante de los sitiados, Robert Baden-Powell, en un héroe nacional. A lo largo del Imperio británico, muchos bebés fueron nombrados en honor a él. No ha sido establecida una conexión familiar entre Arthur William Baden Powell y Robert Baden-Powell.
Powell nació en Wellington, Nueva Zelanda (Imperio británico), el 4 de abril de 1901. Era hijo de Arthur Powell, un conductor, y su esposa, Minnie Sablofski. Su educación se llevó a cabo en Auckland, y se formó en impresión en la Escuela de Bellas Artes Elam de la Universidad de Auckland. Esta formación, y su interés en la conquiliología, lo guiaron hacia el trabajo de su vida. Comenzó a escribir artículos científicos sobre los moluscos en 1921, y se convirtió en uno de los pocos expertos en mariscos de Nueva Zelanda.
Powell se casó con Isabel Essie Gittos el 19 de diciembre de 1928, en Devonport, Auckland. Tuvieron un hijo.
Fue nombrado por el Museo Memorial de la Guerra de Auckland paleontólogo y conquiliólogo en 1929, trabajando en algunas familias de moluscos poco conocidas. También estudió los grandes caracoles terrestres de Nueva Zelanda, la Paryphanta y los caracoles del lino Placostylus. A partir de 1932, Powell participó en expediciones de dragado en el barco de investigación británico RRS Discovery II, que exploró la costa de Northland y descubrió un gran número de nuevas especies. Otros viajes de campo de los años 1930 a 1960 lo llevaron a la isla Stewart, las islas Chatham, las islas Kermadec y las regiones de la Antártida y Subantártida, lo que dio como resultado muchos documentos importantes.
Powell fue miembro de la Royal Society of New Zealand desde 1940, y recibió la Medalla Hector en 1947. También recibió un Doctor of Science honorario en 1956 de la Universidad de Nueva Zelanda y fue nombrado Comendador de la Orden del Imperio británico por los servicios a la ciencia marina en los Honores de Año Nuevo de 1981.
Su esposa murió en 1976. Dos años más tarde, se casó en segundas nupcias con Ida Madoline Worthy (de soltera Hayes) en Whangarei. Powell murió el 1 de julio de 1987 en Auckland.

## Taxones
Los taxones nombrados en honor a Baden Powell incluyen:
- Powelliphanta O'Connor, 1945[6]
- Antimargarita powelli Aldea, Zelaya & Troncoso, 2009
- Falsilunatia powelli Dell, 1956
- Philine powelli Rudman, 1970
- Zeacolpus pagoda powelli Marwick, 1957

El Registro Mundial de Especies Marinas menciona 837 taxones marinos nombrados por Powell. Muchos se han convertido en sinónimos.

## Publicaciones
Powell escribió más de 100 artículos científicos y tres libros. Su New Zealand Mollusca de 500 p. publicado en 1979, constituyó una empresa gigantesca e importante, el resultado de 50 años de trabajo individual.

## Abreviatura (zoología)
La abreviatura Powell  se emplea para indicar a Arthur William Baden Powell como autoridad en la descripción y taxonomía en zoología.